# Smaug vandami
Espèce
Synonymes
- Zonurus vandami Fitzsimons, 1930
- Zonurus vandami perkoensis Fitzsimons, 1930
- Cordylus vandami (Fitzsimons, 1930)

Statut CITES
Smaug vandami est une espèce de sauriens de la famille des Cordylidae.

## Répartition
Cette espèce est endémique du Limpopo en Afrique du Sud.

## Étymologie
Cette espèce est nommée en l'honneur de Gerhardus Petrus Frederick Van Dam.

## Publication originale
- FitzSimons, 1930 : Descriptions of new South African Reptilia and Batrachia, with distribution records of allied species in the Transvaal Museum collection. Annals of the Transvaal Museum, vol. 14, p. 20-48 (texte intégral)